# Ednan Aslan
Ednan Aslan (geboren am 7. November 1959 in Bayburt) ist ein österreichisch-türkischer Professor für islamische Religionspädagogik am Institut für Islamisch-theologische Studien der Universität Wien. Sein Hauptforschungsgebiet ist die religiöse Erziehung muslimischer Kinder. Seit 2012 ist Aslan auch für die Islam-Landkarte der Universität Wien zuständig.

## Studium und Unterricht
Aslan absolvierte 1988 sein Studium als Sozialpädagoge an der Fachhochschule für Sozialwesen in Esslingen. Von 1990 bis 1992 studierte er Pädagogik und Politikwissenschaft an den Universitäten Tübingen und Stuttgart. Er promovierte 1996 über die Religiöse Erziehung der muslimischen Kinder in Österreich und Deutschland. Es folgten verschiedene Lehrtätigkeiten im akademischen Bereich, ab 2005 war Aslan als Fachinspektor für den islamischen Religionsunterricht an den Pflichtschulen in Wien tätig. Seit 2008 ist er Professor für islamische Religionspädagogik am Institut für Bildungswissenschaft der Universität Wien. Seine Forschungsschwerpunkte sind unter anderem der Islam in Europa, die Theorie der islamischen Erziehung in Europa und muslimische Migrantenkinder an den öffentlichen Schulen. 2019 wurde er vom Rektor der Universität von seinen Aufgaben als Institutsvorstand enthoben, die Leitung übernahm die Dekanin der Fakultät, Melanie Malzahn. Seit 2022 ist Aslan stellvertretender Leiter des Instituts für Islamisch-Theologische Studien.

## Positionen
Aslan hatte ursprünglich ein traditionelles, konservatives Verständnis des Islam. Als junger Mann war er unter anderem von der iranischen Revolution fasziniert. Heute gilt er aber als Vertreter eines liberalen Islam. Er geht auf Distanz zu einem Islam als unveränderlichem Dogmengebäude, da sich die Scharia den gegebenen Umständen von Zeit und Ort flexibel anpassen müsse. Darin zeigt sich eine Offenheit für den Säkularismus, ohne dass sich die europäischen Muslime von ihren religiösen und kulturellen Wurzeln entfremden müssten. Im Hinblick auf den Gesichtsschleier muslimischer Frauen spricht er von einer „archaischen und allzu simplen Theologie“, einer „Gewalttheologie“ und „Theologie der geistigen Zerstörung“. Wer den Gesichtsschleier verteidige, bereite der Verherrlichung theologischer Gewalt den Weg.

### Einschätzung des Islam in Österreich
Aslan vermisst in Österreich einen innerislamischen Diskurs. In einem Interview mit der Presse sagte er, der Diskurs in Bagdad sei im 9. und 10. Jahrhundert vielfältiger und liberaler gewesen als der gegenwärtige in Wien. Seine Einschätzung sehen manche muslimische Verantwortliche intern als Stellungnahme für einen traditionellen Islam, während nach außen hin zum Schein ein für die Gegenwart aufgeschlossener Islam präsentiert würde.
Er hält eine „Theologie der Gewalt“, die sich seit dem 15. Jahrhundert durchgesetzt habe und zur Norm erstarrt sei, für eine der Ursachen des islamistischen Terrorismus.
In Bezug auf die Änderung des österreichischen Gesetzes zur Anerkennung des Islams als Religionsgemeinschaft reagierte Aslan 2014 auf die Kritik verschiedener islamischer Organisationen an dem Gesetzesentwurf. Unter anderem verteidigte er das geplante Verbot der Auslandsfinanzierung muslimischer Organisationen und die Neuregelung der Imamausbildung.
2015 äußerte Aslan in der Sendung Orientierung des ORF 2, dass alle muslimischen Organisationen in Österreich das Ziel der Terrororganisation IS teilen würden, einen islamischen Staat gründen zu wollen. Zudem würden alle islamisch-theologischen Fakultäten außerhalb von Europa die Theologie des IS lehren.
In einer groß angelegten Studie kam Aslan 2017 zu dem Schluss, islamistische Gewalttäter hätten, anders als in der deutschen Presse oft berichtet, sehr wohl ein Wissen über ihre Religion, den Islam. Die Untersuchung beruht auf 29 biografischen Interviews mit straffälligen Muslimen in Österreich.

„Unabhängig von ihrem religiösen Wissensstand sieht eine radikalisierte Person in der Theologie ein Angebot, das ihrem Leben Sinn und Struktur verleiht. Aufschlussreich ist, dass der Großteil der Befragten aus einem gläubigen muslimischen Elternhaus stammt und die Grundlagen des Islam bereits vor der Radikalisierung gekannt hat … Personen, die über ein höheres theologisches Wissen verfügen, fungieren als Autoritäten und spielen bei der Verbreitung der Ideologie eine zentrale Rolle … Wichtig ist ihnen [sc. den Interviewten] die Grenzziehung zur Mehrheit der Gläubigen … Die radikalen Gruppen und Individuen sehen sie als die einzig wahren Muslime... Das soziale Umfeld wird als verkommen wahrgenommen, die Demokratie abgelehnt, der Westen zum Feind der muslimischen Welt erklärt.“

Kritisiert wurde diese Studie vom Politikwissenschaftler Thomas Schmidinger. In seiner Studie kam er zum Ergebnis, es seien keine „Personen mit umfangreichem religiösem Wissen“. Laut dem Islamwissenschaftler Michael Kiefer würden sich viele einen „Lego-Islam“ aufbauen. Ramazan Demir, islamischer Gefängnisseelsorger, Imam und Religionspädagoge, bezeichnete die Studie von Aslan als „definitiv nicht richtig“.

### Islam-Landkarte
Alsan leitet die 2012 geschaffene „Islam-Landkarte“ des Instituts für Islamisch-Theologische Studien der Universität Wien, wobei sich das Forschungsprojekt mit der Datenerfassung und wissenschaftliche Analyse islamischer Kultusgemeinden, Moscheeinrichtungen, Moscheegemeinden, Fachvereine und weitere Einrichtungen befasst. Die Karte liefert somit eine Übersicht über verschiedene Einrichtungen und ihrer geografischen Lage. Das kontroverse Projekt wurde 2021 zu einem Politikum und sorgte für viel Kritik und führt zu einem langjährigen über mehrere Instanzen geführten Rechtsstreit zwischen der Muslimischen Jugend Österreichs (MJÖ) sowie der Universität Wien. In dem Verfahren geht es unter anderem um die Gewichtung zwischen Datenschutz und wissenschaftlicher Freiheit. Auch von wissenschaftlicher Seite wurde die Islam-Landkarte kritisiert. So merkte der Islamwissenschaftler Rüdiger Lohlker (Universität Wien) an: „Nicht jedes Produkt von Menschen im Wissenschaftsbetrieb ist Wissenschaft. Diese Landkarte ist nur als Objekt von Untersuchungen über wissenschaftliche Fehlleistungen von wissenschaftlichem Interesse.“

### Studie zu islamischen Kindergärten
Die Pilot-Studie über islamische Kindergärten in Wien wurde vom Integrationsministerium finanziert, nachdem eine Finanzierung durch die Stadt Wien, die den ursprünglichen Auftrag erteilt hatte, wegen Geldmangels nicht zustande gekommen war.
Die Studie führte bereits nach der Veröffentlichung eines Zwischenberichtes der Ergebnisse im Dezember 2015 zu kontroversen öffentlichen Diskussionen. Eine Vorstudie wurde im März 2016 veröffentlicht, eine flächendeckende Studie zu islamischen Kindergärten in Wien war für Herbst 2017 angekündigt. Aslans Einschätzung nach gibt es in Wien etwa 150 islamische Kindergärten und 450 islamische Kindergruppen; insgesamt werden dort mehr als 10.000 Kinder betreut. Die Studie erfasste etwa ein Fünftel dieser Kinder.
Der Studie wurden methodische Mängel vorgeworfen. Aslans Kritik richtet sich nicht gegen eine religiöse Erziehung von Kindern per se, er hält sie aber dann für gefährlich, wenn sie zu „einer religiös-politisch begründeten Isolation“ der Kinder sowie zur Verachtung von Menschen mit anderen Anschauungen führt. Im Juli 2017 berichtete der Falter, dass Beamte des Außenministeriums in die Vorstudie eingegriffen hätten und Inhalte überspitzt formuliert und verändert haben. Aslan entgegnete, dass er Änderungen angeordnet hätte und hinter der Studie stehe. Mouhanad Khorchide sah in der Kritik an Aslans Studie einen Ablenkungsversuch: „Statt sich mit den eigentlichen Fragen nach der Qualität dieser Kindergärten und deren Bildungsauftrag auseinanderzusetzen, wird die Debatte seitens derer, denen die Ergebnisse der Studie zu negativ erscheinen, personifiziert“.
In einer Stellungnahme heben die Mitarbeiter des von Aslan geleiteten Instituts für Islamisch-theologische Studien die freie und transparente Arbeitsweise am Institut hervor, was auch die Arbeit an der Kindergarten-Studie betrifft.
Im Juli 2017 wurde die Österreichische Agentur für wissenschaftliche Integrität (OeAWI) von der Universität Wien mit der Überprüfung der Studie beauftragt. Im November 2017 kamen die Prüfer zu dem Ergebnis, dass kein wissenschaftliches Fehlverhalten vorliege, die Arbeit allerdings Mängel aufweisen würde. So wurde etwa eine Einflussnahme seitens des Ministeriums bestätigt, in den meisten Fällen handle es sich aber um Änderungen, die den Inhalt nicht verändert hätten.
Im August 2017 prüfte die Magistratsabteilung 11 (MA 11) rechtliche Schritte gegen Ednan Aslan. Dieser hatte zuvor behauptet, die Stadt Wien führe „mit allen Mitteln eine beispiellose Rufmordkampagne“ gegen ihn und hätte in Zusammenhang mit der Studie zu islamischen Kindergärten Aktenvermerke manipuliert. Nach einer Klage vor dem Handelsgericht verglich sich Aslan im April 2018 mit der Stadt Wien und widerrief seine Behauptungen.

## Veröffentlichungen
- Religiöse Erziehung der muslimischen Kinder in Österreich und Deutschland. Dissertation. Klagenfurt 1997
- (Hrsg.): Islamische Erziehung in Europa. Böhlau, Wien/Köln/Weimar 2009, ISBN 978-3-205-78310-7
- (Hrsg.): Islamic Textbooks and Curricula. Lang, Frankfurt [u. a.] 2011, ISBN 978-3-631-63013-6
- (Hrsg.): Zwischen Moschee und Gesellschaft. Imame in Österreich. Lang, Frankfurt [u. a.] 2012, ISBN 978-3-631-63076-1
- mit Zsófia Windisch (Hrsg.): The Training of Imams and Teachers for Islamic Education in Europe. Lang, Frankfurt [u. a.] 2012, ISBN 978-3-631-63452-3
- mit Martin Rothgangel & Martin Jäggle (Hrsg.): Religion und Gemeinschaft. Die Frage der Integration aus christlicher und muslimischer Perspektive. Vandenhoeck & Ruprecht, 2012, ISBN 978-3-8471-0074-4
- (Hrsg.): Islamische Theologie in Österreich. Institutionalisierung der Ausbildung von Imamen, SeelsorgerInnen und TheologInnen. Lang-Edition, Frankfurt 2013, ISBN 978-3-631-62869-0
- mit Elif Medeni & Marcia Hermansen (Hrsg.): Muslima Theology. The Voices of Muslim Women Theologians. Lang-Edition, Frankfurt 2013, ISBN 978-3-631-62899-7
- mit Margaret Rausch (Hrsg.): Islamic Education in Secular Societies. Lang-Edition, Frankfurt 2013, ISBN 978-3-631-64586-4